# Copăceni (Vâlcea)
Pour les articles homonymes, voir Copăceni.
Copăceni est une commune du județ de Vâlcea en Roumanie.

## Démographie
Lors du recensement de 2011, 96,27 % de la population se déclarent roumains (3,72 % ne déclarent pas d'appartenance ethnique).

## Politique
| Parti | Parti                                      | Sièges |
| ----- | ------------------------------------------ | ------ |
|       | Parti social-démocrate (PSD)               | 8      |
|       | Parti national libéral (PNL)               | 3      |
|       | Alliance des libéraux et démocrates (ALDE) | 1      |